# Brigata Proletaria
La Brigata Proletaria fu una brigata partigiana al comando di Camillo Donda, Ferdinando Marega, Giordano Tomasig e Vinicio Fontanot che combatté in Italia durante la seconda guerra mondiale nella Resistenza Italiana.
Era costituita in massima parte da operai dei Cantieri Riuniti dell'Adriatico di Monfalcone (oggi Fincantieri) ed aveva fra le sue staffette la diciottenne Ondina Peteani. Nel corso della battaglia di Gorizia verrà rafforzata da un consistente gruppo di partigiani sloveni della brigata di Stojan Furlan.

## Storia
Il primo nucleo nacque dall'incontro di Ondina Peteani con Ferdinando Marega avvenuto a Selz, quest'ultimo era alla testa di un nutrito gruppo di operai del cantiere che si arruolano volontari tra i partigiani, formando così la prima brigata partigiana italiana che assume provvisoriamente il nome di Brigata Triestina.
Operarono principalmente nella parte più avanzata del Carso, sopra Monfalcone fino a Gorizia". La Brigata Proletaria partecipò alla Battaglia di Gorizia, che ebbe luogo fra i giorni 11 e 26 settembre 1943, primo importante scontro nell'Italia settentrionale tra resistenti italiani e l'esercito tedesco, venendo però annientata.

## Le sorti dei superstiti
Alcuni dei superstiti confluirono, insieme a nuclei di antifascisti scarcerati, nella 14ª Brigata Garibaldi Trieste operante nel Carso e nel Collio, mentre altri si unirono ai partigiani operanti nella zona del monte Corada guidati da Mario Modotti, nome di battaglia "Tribuno", successivamente fucilato con Mario Foschiani. Un certo numero di ex-appartenenti alla Brigata Proletaria, catturati dalla Wehrmacht, furono deportati. Quasi nessuno fece rientro in Italia. Fra costoro vi erano Camillo Donda e Ferdinando Marega, entrambi scomparsi nei campi di concentramento nazisti nel 1944.
Le testimonianze di Ondina Peteani sono conservate presso l'Associazione Nazionale ex Deportati Politici nei Campi Nazisti di Milano.

## Composizione
La formazione partigiana era articolata in quattro battaglioni ed era composta da circa 1000-1500 combattenti in stragrande maggioranza operai di Monfalcone e da alcuni ex soldati e ufficiali del disciolto esercito italiano. Due dei comandanti della Brigata, Camillo Donda e Ferdinando Marega morirono nei campi di concentramento nazisti, il terzo, Vinicio Fontanot, continuò a lottare contro i nazifascisti in regione, ricoprendo vari incarichi mentre Giordano Tomasig, capo del I battaglione della Brigata Proletaria divenne commissario politico della 24ª Brigata Garibaldi "Fratelli Fontanot" intitolata a due dei familiari di Vinicio.
Le unità che la componevano:
- "Divisione d'assalto Italia" (11/9/1943-2/7/1945) composta da 4 Brigate: Garibaldi, Matteotti, Mameli, Fratelli Bandiera.
- Divisione italiana partigiana "Garibaldi": zona d'operazioni Montenegro. 5000 uomini circa e circa 3200 caduti.
- Divisione "Garibaldi Natisone" nasce nell'ottobre del 1944 dall'omonima Brigata. La zona d'operazione è la Slovenia-Venezia Giulia, circa 3100 uomini fra cui ci furono 1500 fra morti e dispersi, a comando di Mario Fantini, nome di battaglia Sasso, decorato con medaglia d'argento al valor militare, zio di Giorgio Visintin. Inoltre nel settore della Slovenia-Venezia Giulia in seno all'Esercito Popolare di Liberazione della Jugoslavia operarono:[11]
- Brigata "Triestina d'assalto" costituita nel settembre 43 aveva una forza di circa mille uomini.
- Brigata "Fratelli Fontanot" costituita il 16/12/1944 aveva una forza di 840 uomini. Partecipo' alla liberazione di Lubiana.

In Istria:
- Battaglione "Pino Budicin" circa 2000 combattenti e 600 caduti.

In Dalmazia:
- Battaglione "Antonio Gramsci" aggregato alla I Brigata Proletaria Dalmata. Composta da circa 850 uomini e 300 caduti.

In Croazia:
- Battaglione volontari italiani "Ercole Ercoli" aggregato alla III Brigata Dalmata. Dei circa 400 soldati di questa unità ne rimpatriarono solo 8, caddero quasi tutti nella battaglia di Mostra.